# 洪都拉斯哥倫比亞航空
洪都拉斯哥倫比亞航空（Avianca Honduras）是洪都拉斯的全服務航空公司，總部設在該國的拉塞瓦，於1981年成立，它為哥倫比亞航空的子公司。

## 航點
| 旗幟 | 城市         | 國家     | 機場名稱                     | 備註     |
|      | 圣佩德罗苏拉 | 洪都拉斯 | 拉蒙·比列達·莫拉萊斯國際機場 | 樞紐機場 |

## 外部連結
- 哥倫比亞航空官方網站 （页面存档备份，存于）（西班牙文）（英文）